# André Johannpeter
André Johannpeter (n. 17 martie 1963, Porto Alegre, Rio Grande do Sul, Brazilia) este un călăreț ce a reprezentat Brazilia, medaliat olimpic. A participat la 3 ediții ale Jocurilor Olimpice (1988, 1996, 2000) în care a câștigat două medalii de bronz.